# Жуль Сюперв'єль
Жуль Сюперв'єль (фр. Jules Supervielle; 16 січня 1884, Монтевідео, Уругвай — 17 травня 1960, Париж) — французький поет, прозаїк, драматург.

## Біографія

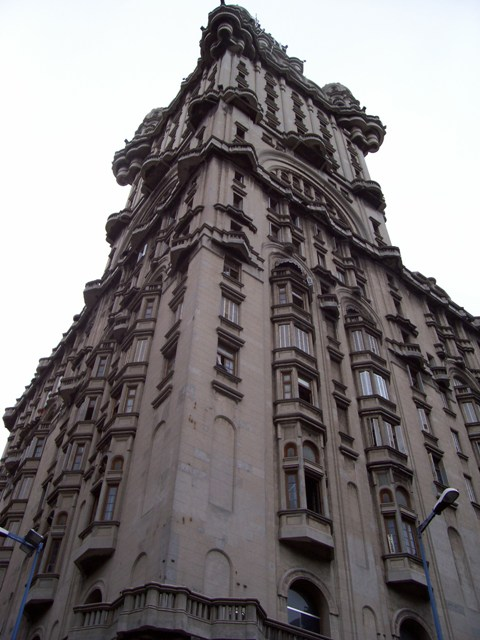
Монтевідео, Паласіо Сальва

У дитинстві втратив обох батьків, виховувався дядьком, якому належало в Монтевідео сімейне підприємство — столичний банк (розорився в 1940 році). З середини 1890-х років навчався у Парижі, літні канікули проводив у Монтевідео. У 1912 році остаточно оселився в Парижі. Зблизився з колом журналу «Нувель ревю франсез» — Андре Жидом, Жаном Поланом. У 1939—1946 роках жив у Монтевідео. У 1949 році отримав Премію критики, в 1955 році — премію Французької Академії за сукупність творчості. У 1960 обраний Князем поетів. У 1990 році в містечку Олорон-Сент-Марі, де Сюпервьель похований, заснована поетична премія його імені, існує Асоціація друзів Сюпервьеля.
Під час Другої світової війни Супервілль мав проблеми зі здоров'ям і фінансові труднощі, тому тимчасово переїхав до Уругваю. Він був нагороджений орденом Почесного легіону та отримав кілька літературних премій. Після закінчення війни повернувся до Франції як культурний кореспондент угорського посольства в Парижі. Свої перші міфологічні оповідання під назвою «Сирота» він опублікував у 1946 році. У 1947 році «Шехеразада» Супервіля була однією з трьох п'єс, поставлених Жаном Віларом на першому Авіньйонському фестивалі.

## Твори
Книги поезій «Дебаркадери» (1922), «Потяг земний» (1925, привернула увагу Р. М. Рільке), «Казка світу» (1938), «Трагічне тіло» (1959). Роман з елементами чарівної фантастики «Викрадач дітей» (1926), збірник фантастичних новел «Дитя припливу» (1929), автобіографічна книга «Напитися з джерела» (1951).

## Зведені видання
- Oeuvres poétiques complètes. Paris: Gallimard, 1996 (Bibliothèque de la Pléiade)

## Українські переклади
Українською твори Сюперв'єля перекладали Михайло Литвинець, Дмитро Паламарчук, Микола Терещенко.